# Уровенная поверхность
Уровенная поверхность в геодезии — поверхность, всюду перпендикулярная отвесным линиям. На этих поверхностях, по определению, отсутствуют тангенциальные составляющие сил, и  массы, расположенные на них, находятся в состоянии устойчивого равновесия. В частности, не происходит перетекания жидкости..
Эта поверхность может как совпадать с уровнем мирового океана в спокойном состоянии и продолженная под материками. С точки зрения механики, уровенная поверхность есть поверхность равного потенциала силы тяжести и представляет собой фигуру равновесия жидкого или вязкого вращающегося тела, образующегося под действием сил тяжести и центробежных сил.
Если за начало отсчета принимают другую уровенную поверхность, то высоты точек называют относительными. В строительстве за отсчетную поверхность принимают уровень пола первого этажа жилого здания или цеха предприятия. Такую поверхность называют уровнем чистого пола, а отсчитываемые от нее высоты — условными.

## Свойства уровенных поверхностей

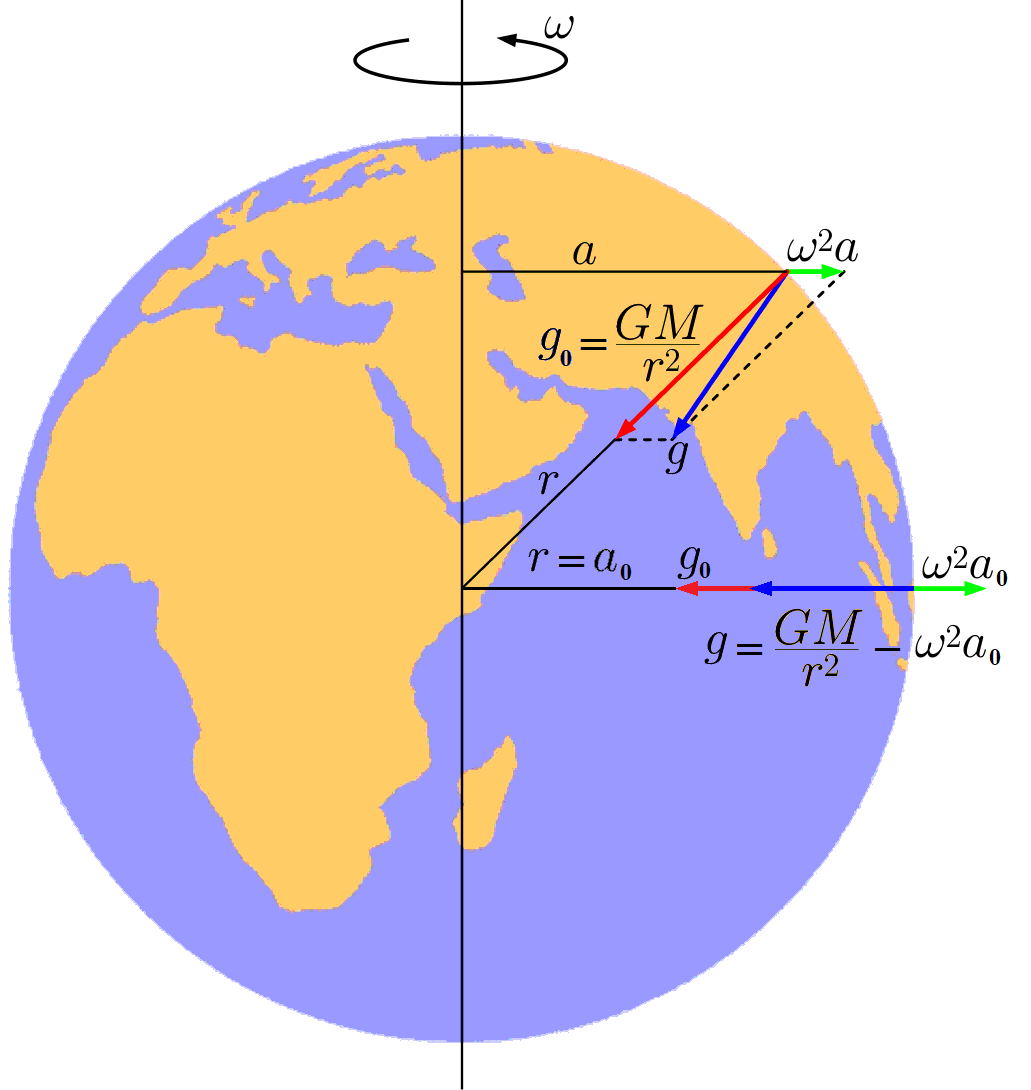
Величина реального ускорения свободного падения на поверхности Земли g определяется двумя составляющими: гравитационной (в приближении сферически симметричной зависимости плотности от расстояния до центра Земли), равной g_{0}=GM/r2, и центробежной, равной ω^{2}a, где G — гравитационная постоянная, М — масса Земли, r — расстояние от точки на поверхности Земли до центра гравитации, a — расстояние до оси вращения Земли, ω — угловая скорость вращения Земли.

Уровенные поверхности обладают следующими свойствами:
- уровенные поверхности можно проводить на разных высотах, все они являются замкнутыми и почти параллельны одна другой;
- через одну точку пространства проходит только одна уровенная поверхность;
- направление нормали к уровенной поверхности совпадает с направлением силы тяжести (но отличается от силы притяжения, которая не учитывает эффект центробежной силы), то есть с отвесной линией[3].

Форма уровенной поверхности не имеет точного математического выражения и должно зависеть от распределения масс различной плотности в теле Земли.
Примером уровенной поверхности является поверхность жидкости, находящейся в равновесии. Одна из уровенных поверхностей гравитационного поля Земли — геоид —  примерно совпадает со средним уровнем вод Мирового океана.